# Demonax similis
Demonax similis là một loài bọ cánh cứng trong họ Cerambycidae.